# Prawo i sprawiedliwość (film)
Prawo i sprawiedliwość lub Mroczny cień sprawiedliwości (oryg. Criminal Law) – amerykański film, którego premiera odbyła się w 1989 roku. Thriller wyreżyserowany został przez Martina Campbella.

## Obsada
- Gary Oldman – Ben Chase
- Kevin Bacon – Martin Thiel
- Tess Harper – detektyw Stillwell
- Karen Young – Ellen Faulkner
- Joe Don Baker – detektyw Mesel
- Sean McCann – Jacob Fischer
- Ron Lea – Gary Hull
- Michael Sinelnikoff – prof. Clemens
- Karen Woolridge – Claudia Curwen
- Ali Giron – Isabel Fuertes
- Rob Roy – Ethan Parks

## Pozostałe informacje
Postać Martina Thiela była inspiracją dla kanadyjskiego seryjnego mordercy Paula Bernardo, który zmienił swoje nazwisko na „Teale”, jako uznanie dla bohatera granego przez Bacona. Bernardo działał wspólnie ze swoją żoną Karlą Homolką.